# HMAS Albatross
HMAS Albatross byl nosič hydroplánů postavený ve 20. letech 20. století pro australské královské námořnictvo. Australské námořnictvo jej provozovalo v letech 1929–1933 a následně jej mělo v rezervě. Roku 1938 byl prodán Velké Británii. Britské královské námořnictvo jej provozovalo v letech 1939–1944 jako HMS Albatross. Nejprve jako nosič hydroplánů a později jako opravárenskou loď. Účastnil se invaze do Normandie. V srpnu 1944 byl vyřazen zásahem torpéda. Roku 1946 byl prodán do civilních rukou a přestavěn na pasažérskou loď Hellenic Prince. Roku 1954 byl sešrotován.
Ve své době byl Albatross největší, domácími loděnicemi postavenou, australskou válečnou lodí. Byl také prvním australským nosičem letadel.

## Stavba

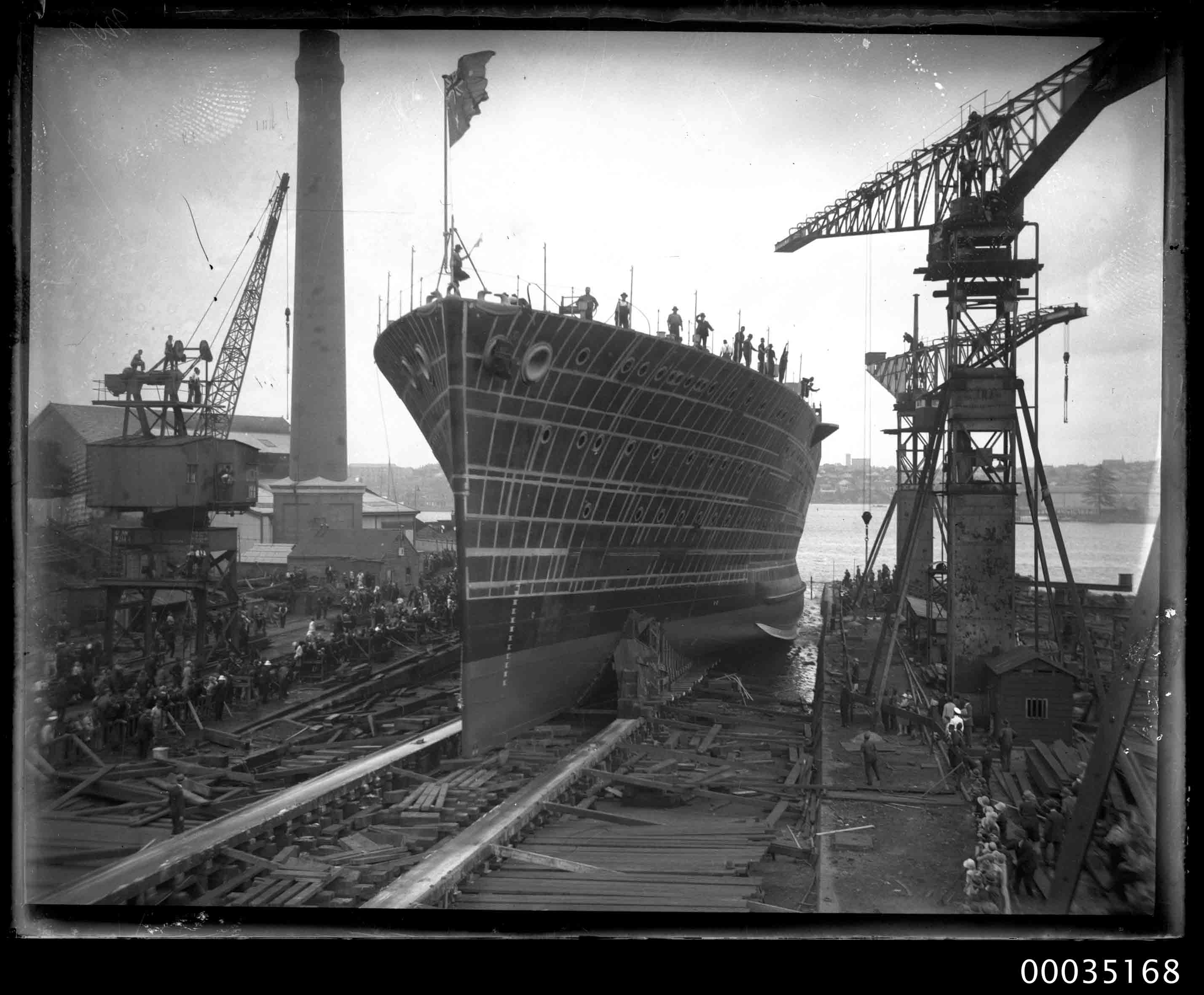
Albatross před spuštěním na vodu

Stavba nosiče hydroplánů byla objednána v roce 1925. Zajistila ji australská loděnice Cockatoo Docks and Engineering Company v Sydney. Stavba byla zahájena 16. dubna 1926 a na vodu byl trup spuštěn 23. února 1928. Do služby byl Albatross přijat 23. ledna 1929.

## Konstrukce

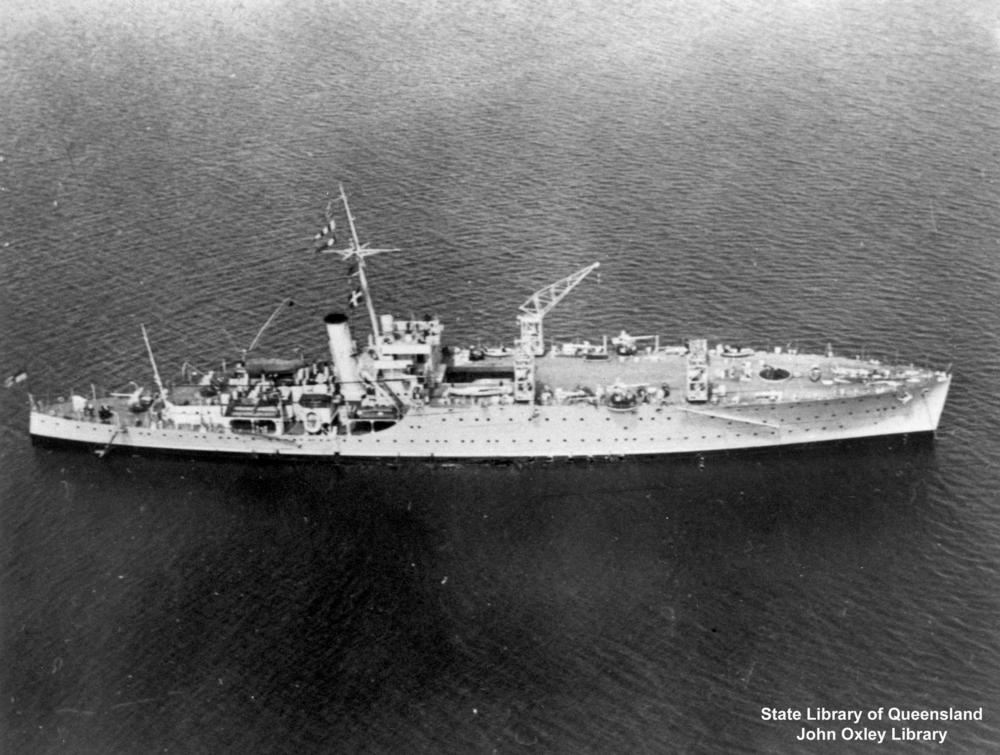
Albatross v roce 1938

Plavidlo neslo až devět hydroplánů, z toho tři rezervní (např. Seagull Mk.III a Mk.V, Walrus). Bylo vybaveno jednopatrovým hangárem na přídi. K manipulaci s letadly sloužily tři jeřáby. Výzbroj tvořily čtyři protiletadlové 120mm kanóny QF Mk.VIII, čtyři 47mm kanóny Hotchkiss 3-pdr Mk.I a dva 40mm kanóny 2-pdr QF Mk.II. Všechny byly v jednohlavňové lafetaci. Pohonný systém tvořily čtyři kotle Yarrow a dvě parní turbíny Parsons o výkonu 12 000 shp, pohánějící dva lodní šrouby. Nejvyšší rychlost byla 20 uzlů. Dosah byl 12 150 námořních mil při rychlosti 10 uzlů.

### Modifikace
Roku 1936 byl na příď instalován otočný katapult E111H. V roce 1940 jej nahradil nový prachový katapult. V letech 1943–1944 proběhla přestavba na opravárenskou loď. Dílny byly umístěny v hangáru. Protiletadlová výzbroj byla posílena. Původní 40mm a 47mm kanóny nahradily dva čtyřhlavňové 40mm kanóny a šest 20mm kanónů Oerlikon. Instalován byl radar typu 286.

## Operační nasazení

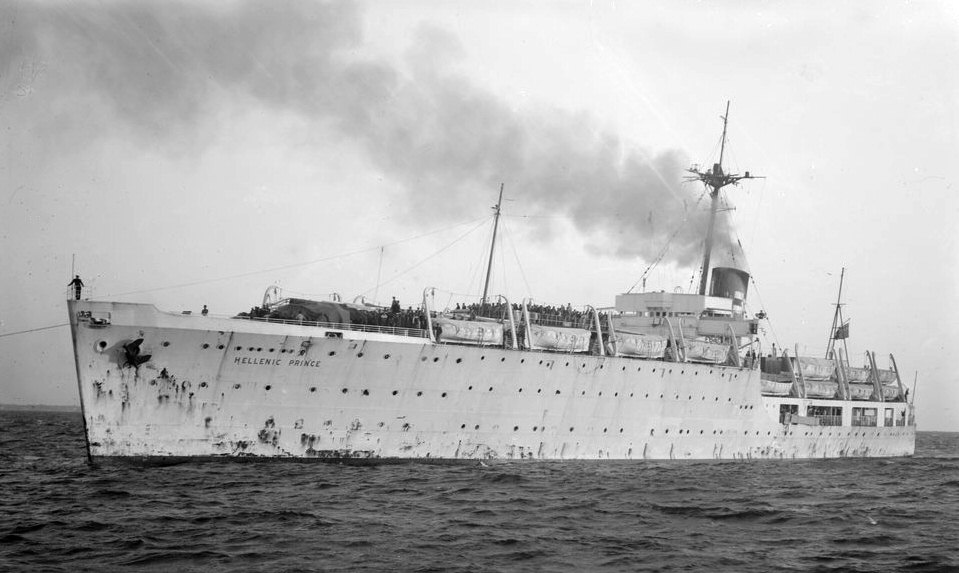
Hellenic Prince (ex Albatross)

Do služby Albatross vstoupil 23. ledna 1929. Následovaly čtyři roky klidné mírové služby. Dne 26. dubna 1933 byl převeden do rezervy a trvale kotvil v Sydney. Námořnictvo tak chtělo šetřit finance v době ekonomické krize. Palubní letouny byly přemístěny na australské těžké křižníky HMAS Australia a HMAS Canberra. V roce 1938 bylo odstavené plavidlo vybráno jako součást platby za nový lehký křižník HMAS Hobart. Dne 19. dubna 1938 byl Albatross reaktivován pro cestu do Velké Británie, kde jej 9. září 1938 převzalo Royal Navy jako HMS Albatross. Při této cestě zároveň přepravil 300 námořníků, kteří převzali křižník Hobart.
V červnu 1939 byl Albatross zařazen do služby jako nosič šesti hydroplánů Walrus 710. perutě Fleet Air Arm. Účastnil se druhé světové války. Operoval v jižním Atlantiku a v Indickém oceánu. V roce 1942 podporoval vylodění na Madagaskaru. V letech 1943–1944 byl v Devonportu přestavěn na opravárenskou loď a v této roli se zúčastnil invaze do Normandie. V oblasti bojů poskytl své služby 132 poškozeným plavidlům. Dne 11. srpna 1944 jej u Courseulles-sur-Mer vážně poškodil zásah torpédem vypuštěným německou miniponorkou Marder. Zemřelo 66 členů posádky. Albatross musel být odtažen do Portsmouthu k opravě. Částečně opravené plavidlo bylo krátce využíváno jako mateřská loď minolovek.
V roce 1946 bylo rozhodnuto prodat Albatross mimo vojenský sektor. Dne 14. listopadu 1948 jej koupilo britsko-řecké rejdařství Yannoulatos Group, které plavidlo přejmenovalo na Hellenic Prince a nechalo jej přestavět na pasažérskou loď. Roku 1954 bylo plavidlo šesrotováno v Hongkongu.